# John Dwyer
 (décembre 2013).
Si vous disposez d'ouvrages ou d'articles de référence ou si vous connaissez des sites web de qualité traitant du thème abordé ici, merci de compléter l'article en donnant les références utiles à sa vérifiabilité et en les liant à la section « Notes et références ».
John Dwyer est un musicien américain actif dans la scène punk underground depuis la fin des années 1990. Il est le fondateur et leader du groupe californien Oh Sees.

## Biographie
John Dwyer grandit à Providence dans l'État de Rhode Island et enchaîne les jobs précaires: peintre en bâtiment, cuisinier de fast-food, coursier, etc. Passionné par la musique progressive: Pink Floyd, Can ou encore Gong, John décide, au milieu des années 1990 de s'installer à San Francisco pour se consacrer à sa passion. Musicien multi-instrumentiste, il y monte d'abord Pink & Brown, puis The Hospitals qui sortent plusieurs albums et surtout Coachwhips, un groupe de punk garage qui sortira 4 albums entre 2002 et 2005. Parallèlement, il fonde OCS, un projet solo, une sorte de laboratoire dans lequel il expérimente des morceaux de folk acoustique. Au fil des années, Dwyer incorpore dans OCS plusieurs musiciens au gré de ses rencontres : un batteur, un guitariste et une claviériste. Le groupe devient Thee Oh Sees, et tourne le dos au folk expérimental pour s'orienter vers un rock garage mâtiné de krautrock. Thee Oh Sees rencontre un grand succès auprès du public, enregistre de nombreux disques sur le propre label de John: Castle Face.

## Sources
- Biographie Allmusic
- Article Télérama (07/09/2016)
- Article sur The Drone (22/07/2010)